# Савватеев, Онисим Иванович
Они́сим (Ани́сим) Ива́нович Саввате́ев (17 февраля 1887, станица Урюпинская, Область Войска Донского — 8 апреля 1931, Москва) — военный деятель, генерал-майор, участник Первой мировой войны и Белого движения.
Персонаж из романа донского писателя Михаила Шолохова «Тихий Дон» (Книга третья. Часть шестая. Глава XI).

## Биография
Родился 17 февраля 1887 года в станице Урюпинской Хопёрского округа области Войска Донского. В 1908 году окончил Новочеркасское казачье юнкерское училище, затем в 1917 году Николаевскую военную академию. В Российской империи дослужился до чина подъесаула.
Участник Первой мировой войны (в рядах 35-го Донского казачьего полка) и Белого движения. Окончил старший класс 1-й очереди ускоренных курсов Николаевской военной академии (1917). Причислен к Генеральному штабу (приказ по ГШ № 24 от 28.06.1917). Был назначен старшим адъютантом штаба 29-й пехотной дивизии (ПАФ 14.09.1917).
Активный участник Гражданской войны в рядах Белого движения. Служил: март-апрель 1918 года — начальником штаба войск Верхне-Донского округа, с мая — в Донской армии, с 31 мая подполковник, на 26 июня Хопёрский атаман и командующий войсками Хопёрского округа, к 20 ноября полковник, с 01 августа 1919 года — начальник 7-й Донской конной дивизии, с 25 марта 1920 года — в резерве офицеров Генштаба при штабе Донского корпуса. Был произведён в генерал-майоры.
Жил в эмиграции в Болгарии. В 1923 году вернулся в СССР. В Москве 14 августа 1930 года был арестован и 3 апреля 1931 года осуждён на 10 лет по делу «Казачьего блока», однако позже расстрелян, захоронен на Ваганьковском кладбище.

## Персонаж «Тихого Дона»
Онисим (Анисим) Иванович Савватеев (Саватеев) — персонаж, реальное историческое лицо, изображённое в романе известного писателя Михаила Александровича Шолохова «Тихий Дон». В 1918 году был генералом, командующим подразделением Донской армии: «…В образовавшийся на Северном фронте стоверстный прорыв хлынули части 8-й Красной армии. Генерал Саватеев без боя отходил к Дону. На Талы и Богучар спешно отступали полки генерала Фицхалаурова. На севере на неделю стало необычно тихо. Не слышалось орудийного гула, помалкивали пулеметы. Удрученные изменой верхнедонских полков, без боя отступали бившиеся на Северном фронте низовские казаки. Красные подвигались сторожко, медленно, тщательно щупая разведками лежащие впереди хутора…».

## Награды[4]
- Георгиевское оружие (ВП 11.03.1915)
- Орден Святого Владимира 4-й степени с мечами и бантом (ВП 16.03.1915)